# Bộ Thạch (石)
Bộ Thạch, bộ thứ 112 có nghĩa là "đá" là 1 trong 23 bộ có 5 nét trong số 214 bộ thủ Khang Hy.
Trong Từ điển Khang Hy có 499 chữ (trong số hơn 40.000) được tìm thấy chứa bộ này.

## Tự hình Bộ Thạch (石)

Giáp cốt văn
Kim văn
Đại triện
Tiểu triện

## Chữ thuộc Bộ Thạch (石)
| Số nét bổ sung | Chữ |
| -------------- | --- |
| 0              | 石 |
| 2              | 矴 矵 矶 |
| 3              | 矷 矸 矹 矺 矻 矼 矽 矾 矿 砀 码                                                                                        |
| 4              | 砂 砃 砄 砅 砆 砇 砈 砉 砊 砋 砌 砍 砎 砏 砐 砑 砒 砓 研 砕 砖 砗 砘 砙 砚 砛 砜                                        |
| 5              | 砝 砞 砟 砠 砡 砢 砣 砤 砥 砦 砧 砨 砩 砪 砫 砬 砭 砮 砯 砰 砱 砲 砳 破 砵 砶 砷 砸 砹 砺 砻 砼 砽 砾 砿 础 硁          |
| 6              | 硂 硃 硄 硅 硆 硇 硈 硉 硊 硋 硌 硍 硎 硏 硐 硑 硒 硓 硔 硕 硖 硗 硘 硙 硚 硛                                           |
| 7              | 硜 硝 硞 硟 硠 硡 硢 硣 硤 硥 硦 硧 硨 硩 硪 硫 硬 硭 确 硯 硰 硱 硲 硳                                                 |
| 8              | 硴 硵 硶 硷 硸 硹 硺 硻 硼 硽 硾 硿 碀 碁 碂 碃 碄 碅 碆 碇 碈 碉 碊 碋 碌 碍 碎 碏 碐 碒 碓 碔 碕 碖 碗 碘 碙 碚 碛 碜 |
| 9              | 碑 碝 碞 碟 碠 碡 碢 碣 碤 碥 碦 碧 碨 碩 碪 碫 碬 碭 碮 碯 碰 碱 碲 碳 碴 碵 碶 碷 碸 碹 磁                            |
| 10             | 確 碻 碼 碽 碾 碿 磀 磂 磃 磄 磅 磆 磇 磈 磉 磊 磋 磌 磍 磎 磏 磐 磑 磒 磓 磔 磕 磖 磗 磘 磙                            |
| 11             | 磚 磛 磜 磝 磞 磟 磠 磡 磢 磣 磤 磥 磦 磧 磨 磩 磪 磫 磬 磭 磮                                                          |
| 12             | 磯 磰 磱 磲 磳 磴 磵 磶 磷 磸 磹 磺 磻 磼 磽 磾 磿 礀 礁 礂 礃 礄 礅                                                    |
| 13             | 礆 礇 礈 礉 礊 礋 礌 礍 礎 礏 礐 礑 礒 礓 礔 礕 礖                                                                      |
| 14             | 礗 礘 礙 礚 礛 礜 礝 礞 礟 礠 礡                                                                                        |
| 15             | 礢 礣 礤 礥 礦 礧 礨 礩 礪 礫 礬                                                                                        |
| 16             | 礭 礮 礯 礰 礱 礲 礳 礴                                                                                                 |
| 17             | 礵 |
| 18             | 礶 礷 |
| 19             | 礸 |
| 20             | 礹 |